# Пармузіна Агрипина Антонівна
Агрипина (Горпина) Антонівна Пармузіна (5 листопада 1883, село Нові Вирки Путивльського повіту Курської губернії, тепер Білопільського району Сумської області — 4 квітня 1974, село Нові Вирки Білопільського району Сумської області) — українська радянська діячка, новатор сільськогосподарського виробництва, ланкова колгоспу «Більшовик» Білопільського району Сумської області. Герой Соціалістичної Праці (19.03.1947). Депутат Верховної Ради УРСР 2—4-го скликань.

## Біографія
Народилася в селянській родині. З раннього віку працювала в сільському господарстві, наймитувала, служила домашньою робітницею у місті Києві.
У 1930 році вступила в колгосп «Більшовик» села Нові Вирки Білопільського району, де працювала до початку німецько-радянської війни. З 1933 року — ланкова з вирощування технічних культур. Займалася вирощуванням конопель. У 1939 році рільнича ланка Агрипини Пармузіної стала займатися вирощуванням кок-сагиза.
Член ВКП(б) з 1940 року.
Під час німецько-радянської війни евакуювалася у Воронезьку область РРФСР, де працювала у 1941—1943 роках бригадиром в одному з місцевих колгоспів. У роки війни внесла із власних заощаджень 100 тис. карбованців на придбання літака і 5 тис. карбованців на будівництво танкової колони для Червоної армії. На свої кошти придбала автомобіль для колгоспу, спорудила будинок для дітей-сиріт, батьки яких загинули на фронті.
У 1943 році повернулася в рідне село і стала ланковою буряківницької ланки в колгоспі «Більшовик» села Нові Вирки.
У 1946 році буряківницька ланка під керівництвом Агрипини Пармузіної зібрала по 420 центнерів цукрового буряка з кожного гектара, а сама ланкова — 1044 центнери цукрового буряка з двох гектарів. За це їй було присвоєне в 1947 році звання Героя Соціалістичної Праці. У 1954 році ланка  Агрипини Пармузіної зібрала 550 центнерів цукрового буряка і 300 центнерів картоплі з кожного гектара.
З 1957 року — персональний пенсіонер у селі Нові Вирки Білопільського району Сумської області. Померла в рідному селі і була похована на місцевому сільському кладовищі.

## Нагороди
- Герой Соціалістичної Праці (19.03.1947)
- чотири ордени Леніна (19.03.1947; 1948; 6.04.1951; 21.06.1952)
- орден Трудового Червоного Прапора (7.02.1939)
- Велика золота медаль Всесоюзної сільськогосподарської виставки (1941)
- медалі
- Почесна грамота Президії Верховної Ради Української РСР (28.06.1973)

## У мистецтві
У 1948 році портрет Героїні написав художник Костянтин Заруба.